# Garuda (insecto)
Garuda es un género de insecto coleóptero de la familia Chrysomelidae.

## Especies
- Garuda bulbifera Medvedev, 2001
- Garuda schereri Doeberl, 1997